# 宝蔵寺 (川口市)
宝蔵寺（ほうぞうじ）は、埼玉県川口市にある真言宗豊山派の寺院。

## 歴史
永禄年間（1558年 - 1570年）、法印栄宥によって開山された。その後、江戸時代初期に源海によって中興された。
当寺には「永正十五年銘二十一仏庚申待供養板碑」と呼ばれる板碑がある。これは日本最古の二十一仏板碑といわれている。

## 文化財
- 永正十五年銘二十一仏庚申待供養板碑（川口市指定有形文化財 平成21年5月21日指定）[2]

## 交通アクセス
- 新井宿駅より徒歩5分。